# José Luis Hermosín
José Luis Hermosín Sierra es un deportista español que compitió en tiro con arco adaptado. Ganó una medalla de plata en los Juegos Paralímpicos de Barcelona 1992 en la prueba de equipo (clase abierta).

## Palmarés internacional
| Juegos Paralímpicos | Juegos Paralímpicos | Juegos Paralímpicos | Juegos Paralímpicos  |
| Año                 | Lugar               | Medalla             | Prueba               |
| ------------------- | ------------------- | ------------------- | -------------------- |
| 1992                | Barcelona (España)  | Medalla de plata    | Equipo clase abierta |